# Halowe Mistrzostwa Świata w Lekkoatletyce 1991 – bieg na 60 m mężczyzn
Bieg na 60 m mężczyzn – jedna z konkurencji rozgrywanych podczas halowych mistrzostw świata w lekkoatletyce w 1991. Eliminacje, półfinały oraz finał odbyły się 8 marca.
Do eliminacji zgłoszonych zostało 41 zawodników z 31 państw.
Zawody w tej konkurencji wygrał reprezentant Stanów Zjednoczonych Andre Cason. Drugą pozycję zajął zawodnik z Wielkiej Brytanii Linford Christie, trzecią zaś reprezentujący Nigerię Chidi Imoh.

## Wyniki

### Eliminacje
Źródło: 
Bieg 1
| Miejsce | Zawodnik            | Państwo         | Wynik | Uwagi |
| ------- | ------------------- | --------------- | ----- | ----- |
| 1.      | Michael Rosswess    | Wielka Brytania | 6,74  |       |
| 2.      | Ben Johnson         | Kanada          | 6,75  |       |
| 3.      | Antonio Ullo        | Włochy          | 6,76  |       |
| 4.      | Luis Turón          | Hiszpania       | 6,76  |       |
| 5.      | Einar Þór Einarsson | Islandia        | 6,91  | NR    |
| 6.      | Lai Cheng-chuan     | Chińskie Tajpej | 6,95  |       |
| 7.      | Laurent Kemp        | Luksemburg      | 6,97  | NR    |

Bieg 2
| Miejsce | Zawodnik           | Państwo    | Wynik | Uwagi |
| ------- | ------------------ | ---------- | ----- | ----- |
| 1.      | Witalij Sawin      | ZSRR       | 6,68  |       |
| 2.      | Andreas Berger     | Austria    | 6,71  |       |
| 3.      | Cengiz Kavaklıoğlu | Turcja     | 6,74  | NR    |
| 4.      | Dietmar Schulte    | Niemcy     | 6,77  |       |
| 5.      | Amadou M'Baye      | Senegal    | 6,98  |       |
| 6.      | Guillermo Saucedo  | Boliwia    | 7,20  |       |
| –       | Dominique Canti    | San Marino | DSQ   |       |

Bieg 3
| Miejsce | Zawodnik              | Państwo                  | Wynik | Uwagi |
| ------- | --------------------- | ------------------------ | ----- | ----- |
| 1.      | Andrés Simón          | Kuba                     | 6,65  |       |
| 2.      | Jean-Olivier Zirignon | Wybrzeże Kości Słoniowej | 6,71  |       |
| 3.      | Sanusi Turay          | Sierra Leone             | 6,73  | NR    |
| 4.      | Florencio Gascón      | Hiszpania                | 6,74  |       |
| 5.      | Abdullahi Tetengi     | Nigeria                  | 6,85  |       |
| 6.      | Fernando Botasso      | Brazylia                 | 6,93  |       |
| 7.      | Clinton Bufuku        | Zambia                   | 6,96  | NR    |

Bieg 4
| Miejsce | Zawodnik               | Państwo        | Wynik | Uwagi |
| ------- | ---------------------- | -------------- | ----- | ----- |
| 1.      | Chidi Imoh             | Nigeria        | 6,69  |       |
| 2.      | Michael Huke           | Niemcy         | 6,77  |       |
| 3.      | Eric Akogyiram         | Ghana          | 6,80  |       |
| 4.      | Jiří Valík             | Czechosłowacja | 6,81  |       |
| 5.      | Carlos Bernardo Moreno | Chile          | 6,86  | NR    |
| 6.      | Carlos García          | Dominikana     | 7,11  |       |
| 7.      | Rodney Cox             | Turks i Caicos | 7,11  | NR    |

Bieg 5
| Miejsce | Zawodnik                 | Państwo           | Wynik | Uwagi |
| ------- | ------------------------ | ----------------- | ----- | ----- |
| 1.      | Andre Cason              | Stany Zjednoczone | 6,52  | PB    |
| 2.      | Joel Isasi               | Kuba              | 6,63  | PB    |
| 3.      | Charles-Louis Seck       | Senegal           | 6,70  |       |
| 4.      | Arnaldo da Silva         | Brazylia          | 6,85  |       |
| 5.      | António Afonso Deslandes | Angola            | 7,23  |       |
| –       | Félix Molina             | Portoryko         | DNS   |       |

Bieg 6
| Miejsce | Zawodnik            | Państwo             | Wynik | Uwagi |
| ------- | ------------------- | ------------------- | ----- | ----- |
| 1.      | Linford Christie    | Wielka Brytania     | 6,61  |       |
| 2.      | Bruny Surin         | Kanada              | 6,64  |       |
| 3.      | Franz Ratzenberger  | Austria             | 6,73  |       |
| 4.      | Emmanuel Tuffour    | Ghana               | 6,76  |       |
| 5.      | Samuel Nchinda-Kaya | Kamerun             | 6,76  | NR    |
| 6.      | Dudley den Dulk     | Antyle Holenderskie | 7,01  |       |
| 7.      | Trevor Davis        | Anguilla            | 7,24  |       |

### Półfinały
Źródło: 
Bieg 1
| Miejsce | Zawodnik           | Państwo           | Wynik | Uwagi |
| ------- | ------------------ | ----------------- | ----- | ----- |
| 1.      | Andre Cason        | Stany Zjednoczone | 6,55  |       |
| 2.      | Joel Isasi         | Kuba              | 6,63  | =     |
| 3.      | Michael Rosswess   | Wielka Brytania   | 6,68  |       |
| 4.      | Florencio Gascon   | Hiszpania         | 6,75  |       |
| 5.      | Charles-Louis Seck | Senegal           | 6,76  |       |
| 6.      | Eric Akogyiram     | Ghana             | 6,77  |       |
| 7.      | Jiří Valík         | Czechosłowacja    | 6,79  |       |
| 8.      | Michael Huke       | Niemcy            | 6,94  |       |

Bieg 2
| Miejsce | Zawodnik         | Państwo         | Wynik | Uwagi |
| ------- | ---------------- | --------------- | ----- | ----- |
| 1.      | Linford Christie | Wielka Brytania | 6,56  |       |
| 2.      | Chidi Imoh       | Nigeria         | 6,60  |       |
| 3.      | Ben Johnson      | Kanada          | 6,63  |       |
| 4.      | Andreas Berger   | Austria         | 6,68  |       |
| 5.      | Luis Turón       | Hiszpania       | 6,69  | PB    |
| 6.      | Dietmar Schulte  | Niemcy          | 6,75  |       |
| 7.      | Samuel Turay     | Sierra Leone    | 6,76  |       |
| 8.      | Antonio Ullo     | Włochy          | 6,77  |       |

Bieg 3
| Miejsce | Zawodnik              | Państwo                  | Wynik | Uwagi |
| ------- | --------------------- | ------------------------ | ----- | ----- |
| 1.      | Andrés Simón          | Kuba                     | 6,60  |       |
| 2.      | Bruny Surin           | Kanada                   | 6,61  | =     |
| 3.      | Witalij Sawin         | ZSRR                     | 6,66  |       |
| 4.      | Emmanuel Tuffour      | Ghana                    | 6,69  |       |
| 5.      | Franz Ratzenberger    | Austria                  | 6,76  |       |
| 6.      | Jean-Olivier Zirignon | Wybrzeże Kości Słoniowej | 6,80  |       |
| 7.      | Samuel Nchinda-Kaya   | Kamerun                  | 6,83  |       |
| 8.      | Cengiz Kavaklıoğlu    | Turcja                   | 6,84  |       |

### Finał
Źródło: 
| Miejsce | Zawodnik         | Państwo           | Wynik | Uwagi |
| ------- | ---------------- | ----------------- | ----- | ----- |
| 01 !    | Andre Cason      | Stany Zjednoczone | 6,54  |       |
| 02 !    | Linford Christie | Wielka Brytania   | 6,55  |       |
| 03 !    | Chidi Imoh       | Nigeria           | 6,60  |       |
| 4.      | Ben Johnson      | Kanada            | 6,61  |       |
| 5.      | Andrés Simón     | Kuba              | 6,61  |       |
| 6.      | Joel Isasi       | Kuba              | 6,64  |       |
| 7.      | Witalij Sawin    | ZSRR              | 6,66  |       |
| 8.      | Bruny Surin      | Kanada            | 6,66  |       |